# Demagogenverfolgung
Die Demagogenverfolgungen dienten der restaurativen Unterdrückung von Freiheitsbestrebungen im Deutschen Bund. Nach den Karlsbader Beschlüssen waren sie die Reaktion auf den nationalrevolutionären Geist der Burschenschaften.

## Hintergrund

### Erste Welle
Die schärfsten Verfolgungen gab es im Königreich Preußen unter Innenminister Karl Albert von Kamptz. Das Preußische Zensuredikt (1819) hob die Zensurfreiheit der Universitätsprofessoren auf. Nach einer Kabinettsorder von 1820 sollten „Behörden, Konsistorien, Schulen und Universitäten von gefährlichen Irrtümern, Verführern und Verführten“ gereinigt werden. Die Universitäten erhielten Regierungsbevollmächtigte als Kuratoren; die Universitätsrichter wurden staatliche Beamte, die nicht zum Lehrkörper gehörten und vom Preußischen Ministerium der geistlichen, Unterrichts- und Medizinalangelegenheiten ernannt wurden.
1822 legte eine Kabinettsorder die Entlassung von Geistlichen bei politischem Fehlverhalten fest. Es folgten viele jahrelange Dienststrafverfahren, z. B. gegen Friedrich Schleiermacher und Ernst Moritz Arndt. Wilhelm Martin Leberecht de Wette, der der Mutter des hingerichteten Karl Ludwig Sand einen Trostbrief geschrieben hatte, wurde bereits zuvor ohne Verfahren auf Befehl von Friedrich Wilhelm III. (Preußen) abgesetzt. Friedrich Ludwig Jahn musste sich Aufenthaltsbeschränkungen unterwerfen und wurde zu zwei Jahren Festungshaft verurteilt.
Von besonderer Schärfe war das Vorgehen gegen Studenten, die in der Regel Mitglieder von Burschenschaften waren. 1821 erging die Kabinettsorder, dass allein der Verdacht der Zugehörigkeit die Relegation ohne Gerichtsuntersuchung rechtfertige. 1824 wurden alle Studentenverbindungen geheimen politischen Verbindungen gleichgestellt. Damit ging die Untersuchungsgewalt von der Hochschule auf die politische Polizei über, die Strafgewalt von den Universitäten auf die Strafgerichtsbarkeit. Am Kammergericht begegnete E. T. A. Hoffmann den Delinquenten mit Nachsicht. Am 1. Oktober 1819 zum Mitglied der „Immediatkommission zur Ermittlung hochverräterischer Verbindungen und anderer gefährlicher Umtriebe“ ernannt, legte er Wert auf korrekte Untersuchungsverfahren. Deshalb stieß er mehrfach mit Kamptz zusammen, den er im Meister Floh dem Spott preisgab. Er starb 1822 vor Abschluss des Dienststrafverfahrens.
Um 1827/28 ebbte die erste Welle der Demagogenverfolgung ab.

### Zweite Welle
Der Polenschwärmerei und dem Frankfurter Wachensturm folgte die zweite Welle der Demagogenverfolgungen. Durch besondere Härte zeichneten sich Preußen und das Großherzogtum Hessen aus. Bis 1836 verurteilte das Kammergericht über 200 Studenten wegen Hochverrats. Alle 39 Todesurteile wurden in 30 Jahre Festungshaft umgewandelt. Unter den Verurteilten war Fritz Reuter. Ut mine Festungstid ist der noch heute berühmte Bericht. Die oft ausgesprochene Aberkennung der Anstellungsfähigkeit ruinierte die berufliche Zukunft vieler Studenten, vor allem der Theologie- und Lehramtskandidaten. Friedrich Wilhelm IV. hob die meisten Urteile beim Regierungsantritt 1840 auf. Die Verfolgungen endeten zunächst mit der Deutschen Revolution 1848/49.